# Збірна Румунії з хокею із шайбою
Збірна Румунії з хокею із шайбою — національна збірна команда Румунії, яка представляє свою країну на міжнародних змаганнях з хокею із шайбою. Управління збірною здійснюється Румунською хокейною федерацією. 
Виступає в І-му дивізіоні-кваліфікації чемпіонатів світу з хокею й займає 27 місце в табелі рангів Міжнародної федерації хокею. Найбільше досягнення національної збірної — 7 місце на чемпіонаті світу з хокею 1947 року.

## Виступи на Олімпійських іграх
Збірна Румунії дебютувала на Олімпійському хокейному турнірі у 1964 році в дивізіоні B. У турнірі, команда закінчила на 12-му місці з 16 команд маючи в активі 3 перемоги та залишивши позаду себе збірні: Австрії, Італії, Угорщини та Югославії. 
У 1968 році Румунія програла кваліфікаційний матч ФРН 7:0 і знову грали в дивізіоні B.Також закінчили на 12 місці залишивши позаду в турнірній таблиці збірні Австрії та Франції. 
Після пропуску турніру в 1972 році, змагалися в турнірі 1976 року. Поступившись збірній Польщі 4:7 знову грали у групі В. Цього разу румуни виграли 4 з 5 матчів (поступились в матчі проти Югославії) виграли групу, посівши 7 місце з 12. 
У 1980 році збірна Румунії на попередньому етапі грала проти топ-команд: Швеції, Чехословаччини та США. В активі перемога над збірною ФРН 6:4 та нічия в матчі з норвежцями 3:3 у підсумку зайняли 8-е місце з 12. Це був останній виступ, коли румуни змагалися в Олімпійських турнірах.

## Виступи на чемпіонаті світу
- 1931 — 10-е місце
- 1933 — 9-е місце
- 1934 — 10-е місце
- 1935 — 11-е місце
- 1937 — 10-е місце
- 1938 — 13-е місце
- 1947 — 7-е місце
- 1959 — 1-е місце (група В)
- 1961 — 1-е місце (група С)
- 1963 — 3-є місце (група В)
- 1966 — 2-е місце (група В)
- 1967 — 2-е місце (група В)
- 1969 — 6-е місце (група В)
- 1970 — 7-е місце (група В)
- 1971 — 1-е місце (група С)
- 1972 — 4-е місце (група В)
- 1973 — 4-е місце (група В)
- 1974 — 6-е місце (група В)
- 1975 — 5-е місце (група В)
- 1976 — 1-е місце (група В)
- 1977 — 8-е місце
- 1978 — 4-е місце (група В)
- 1979 — 3-є місце (група В)
- 1981 — 5-е місце (група В)
- 1982 — 5-е місце (група В)
- 1983 — 7-е місце (група В)
- 1985 — 4-е місце (група С)
- 1986 — 4-е місце (група С)
- 1987 — 3-є місце (група С)
- 1989 — 2-е місце (група D)
- 1990 — 4-е місце (група С)
- 1991 — 3-є місце (група С)
- 1992 — 6-е місце (група В)
- 1993 — 6-е місце (група В)
- 1994 — 7-е місце (група В)
- 1995 — 8-е місце (група В)
- 1996 — 6-е місце (група С)
- 1997 — 5-е місце (група С)
- 1998 — 2-е місце (група С)
- 1999 — 2-е місце (група С)
- 2000 — 6-е місце (група С)
- 2001 — 1-е місце Дивізіон II, Група B
- 2002 — 5-е місце Дивізіон I, Група A
- 2003 — 5-е місце Дивізіон I, Група В
- 2004 — 5-е місце Дивізіон I, Група В
- 2005 — 6-е місце Дивізіон I, Група В
- 2006 — 1-е місце Дивізіон II, Група А
- 2007 — 6-е місце Дивізіон I, Група В
- 2008 — 1-е місце Дивізіон II, Група А
- 2009 — 6-е місце Дивізіон I, Група В
- 2010 — 2-е місце Дивізіон II, Група В
- 2011 — 1-е місце Дивізіон II, Група В
- 2012 — 4-е місце Дивізіон I, Група В
- 2013 — 4-е місце Дивізіон I, Група В
- 2014 — 6-е місце Дивізіон I, Група В
- 2015 — 1-е місце у дивізіоні ΙΙА
- 2016 — 6-е місце у дивізіоні ΙВ
- 2017 — 1-е місце у дивізіоні ΙΙА
- 2018 — 5-е місце у дивізіоні ІВ
- 2019 — 1-е місце Дивізіон ΙВ
- 2022 — 5-е місце Дивізіон ΙА
- 2023 — 5-е місце Дивізіон ΙА
- 2024 — 4-е місце Дивізіон IA
- 2025 — 6-е місце Дивізіон ΙА

## Зимова Універсіада
- 1966 — 2-е місце
- 1983 — 3-е місце

## Галерея

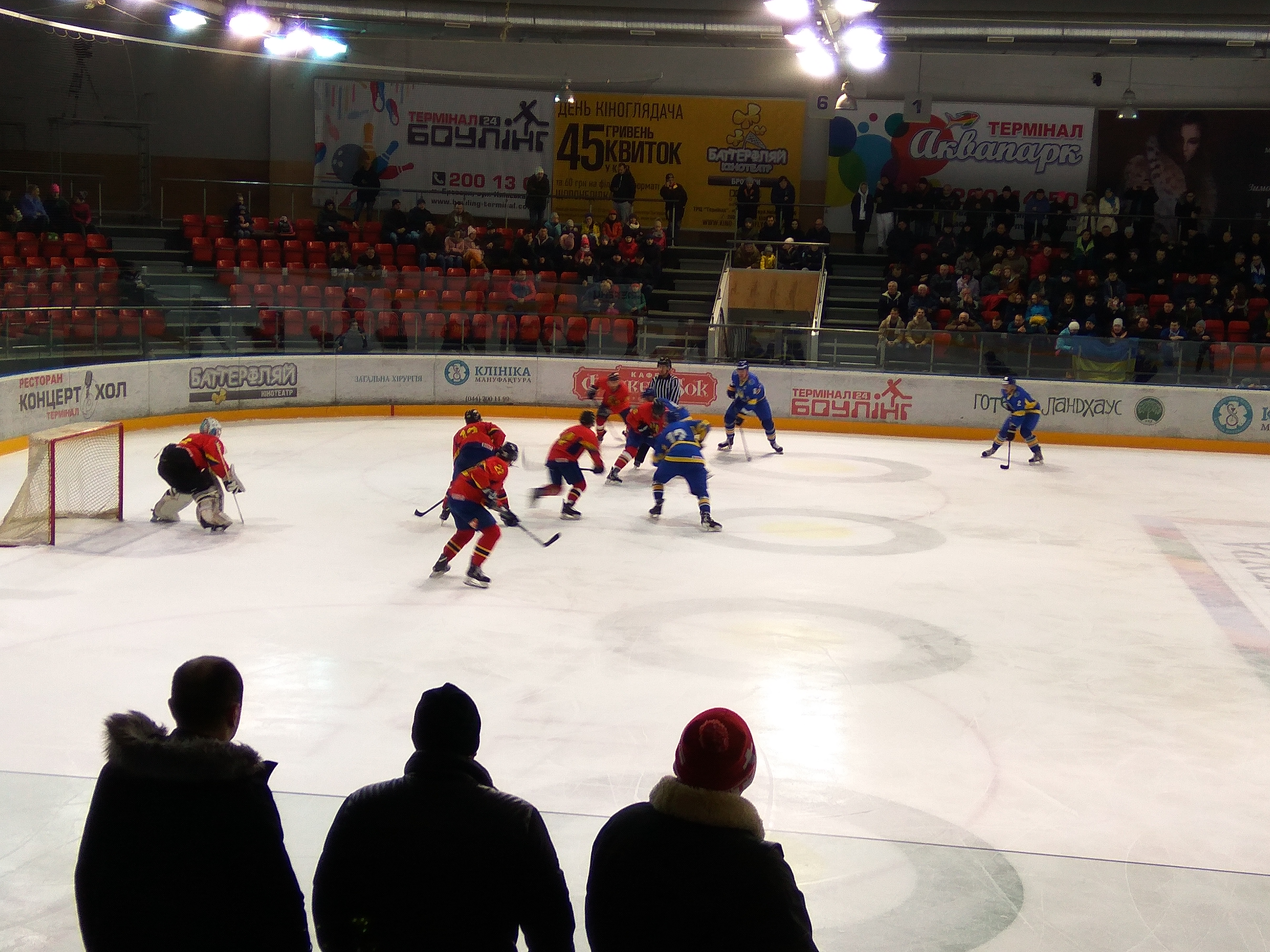
Збірна Румунії у матчі зі збірною України
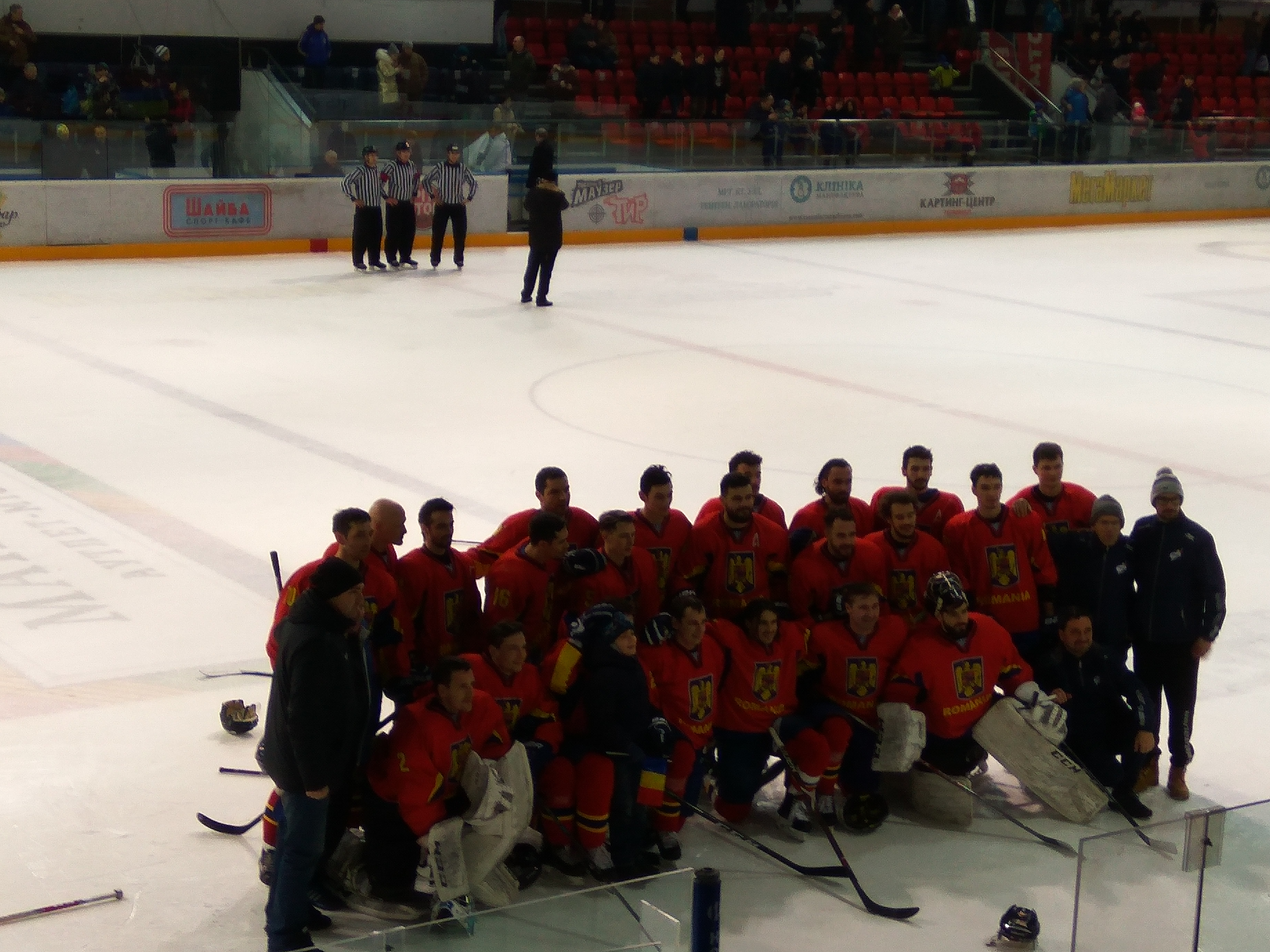
Колективне фото
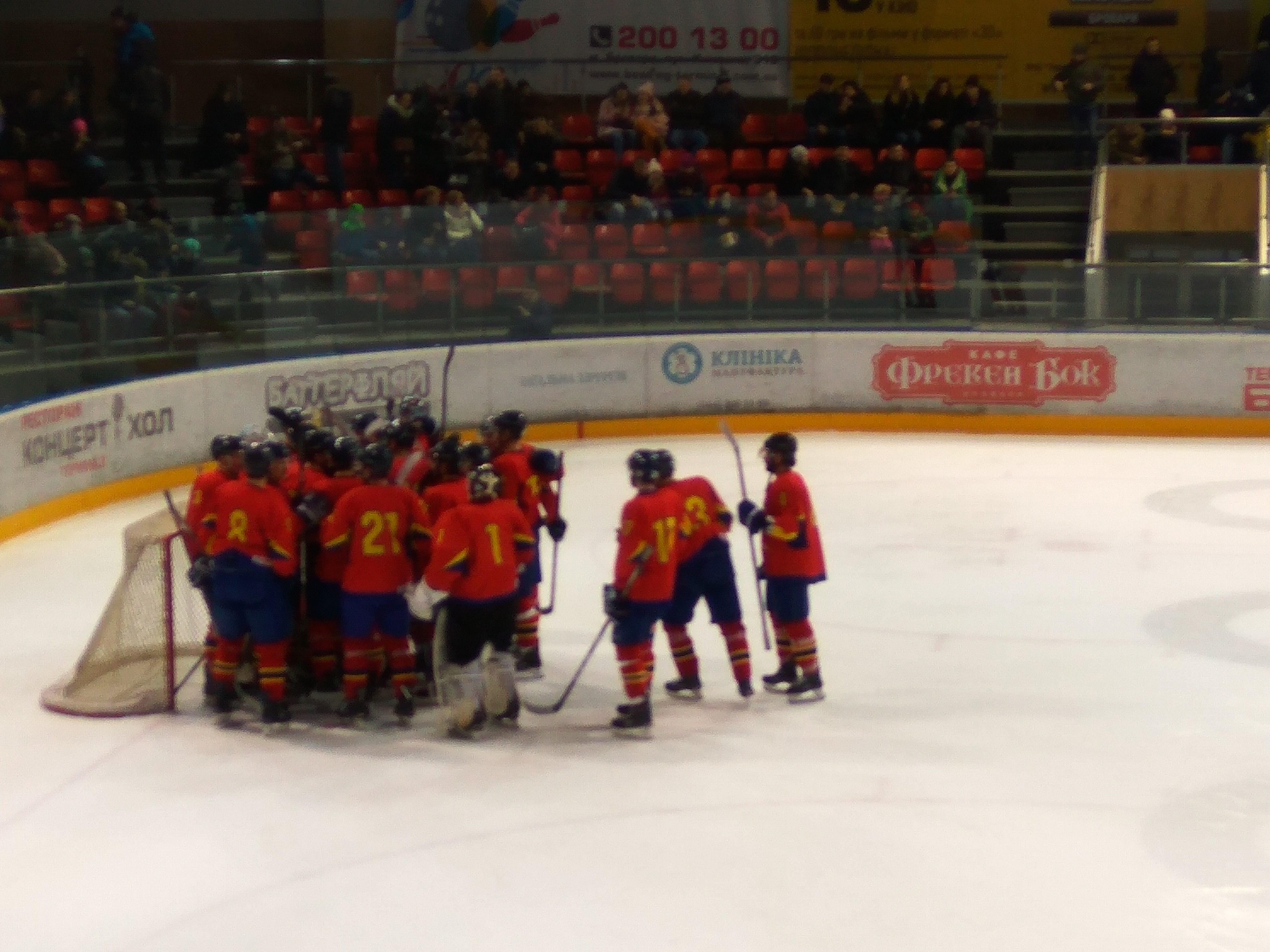
Румунська команда святкує перемогу в поєдинку